# Кальтаджироне, Дэниел
Дэниел Кальтаджироне (англ. Daniel Caltagirone; род. 18 июня 1972, Лондон, Англия, Великобритания) — английский актёр.

## Ранняя жизнь
Родился и вырос в Лондоне. Окончил Гилдхоллскую школу музыки и театра в 1997.

## Карьера
Дебютировал в 1997 году на телевидении. В самом начале карьеры играл роли второго плана в таких известных фильмах, как «Пляж» (2000) Дэнни Бойла, «Пианист» (2002) Романа Полански и «Лара Крофт 2: Колыбель жизни» (2003) Яна де Бонта.

## Личная жизнь
В 2001—2009 годах был женат на телеведущей Мелани Сайкс, в этом браке у актёра родились двое детей: сыновья Роман (род. в 2002) и Валентино (род. в 2004).

## Фильмография
| Год       |    | Русское название                                       | Оригинальное название                        | Роль                         |
| --------- | -- | ------------------------------------------------------ | -------------------------------------------- | ---------------------------- |
| 1998      | с  | Друзья                                                 | Friends                                      | официант                     |
| 1998      | ф  | Легионер                                               | Legionnaire                                  | легионер Гвидо Росетти       |
| 2000      | ф  | Пляж                                                   | The Beach                                    | Анхигиеникс                  |
| 2000      | с  | Карты, деньги и два ствола 2                           | Lock, Stock...                               | Мун                          |
| 2001      | тф | Забытая рота                                           | The Lost Battalion                           | рядовой Филлип Цепелья       |
| 2002      | ф  | Пианист                                                | The Pianist                                  | Майорек, узник концлагеря    |
| 2002      | ф  | Четыре пера                                            | The Four Feathers                            | Густав                       |
| 2003      | ф  | Лара Крофт: Расхитительница гробниц 2 — Колыбель жизни | Lara Croft: Tomb Raider – The Cradle of Life | Николас Петраки              |
| 2006      | ф  | Запределье                                             | The Fall                                     | Синклер / губернатор Одиус   |
| 2010      | с  | Тюдоры                                                 | The Tudors                                   | Джироламо да Тревизо         |
| 2011      | тф | Морлоки                                                | Morlocks                                     | Хойл                         |
| 2012      | ф  | Адский бункер: Черное Солнце                           | Outpost: Black Sun                           | Макэвой, командир отряда SAS |
| 2015      | с  | Пересекая черту                                        | Crossing Lines                               | Роберт Пенни                 |
| 2016      | с  | Медичи                                                 | Medici                                       | Андреа Пацци                 |
| 2016      | ф  | Ликвидаторы                                            | Eliminators                                  | Рэй Монро                    |
| 2017—2019 | с  | Британия                                               | Britannia                                    | Брут                         |
| 2019      | с  | Выкуп                                                  | Ransom                                       | инспектор Лоренцо Марамольдо |
| 2020      | с  | Смерть в раю                                           | Death in Paradise                            | Уилл «Волчонок» Арнот        |
| 2021      | с  | Домина                                                 | Domina                                       | триумвир Марк Эмилий Лепид   |